# 이탈리아반도
이탈리아반도(이탈리아어: Penisola italiana 또는 Penisola italica) 또는 아펜니노반도(이탈리아어: Penisola appenninica)는 유럽의 알프스산맥에서 지중해 쪽으로 길게 뻗은 반도이다. 장화 모양으로 널리 알려져 있다. 동쪽은 아드리아해, 남쪽은 이오니아해, 서쪽은 리구리아해와 티레니아해로 둘러싸여 있다. 반도를 따라 아펜니노산맥이 뻗어 있다.

## 개요
이탈리아반도는 장화(lo Stivale, 로 스티발레)라는 별칭이 있다. 이탈리아반도 내에 있는 조그만 반도 세 곳이 장화 모양에 기여를 하고 있으며 칼라브리아반도가 발가락 부분을, 살렌토반도가 뒤꿈치 부분을, 가르가노반도는 박차 부분을 나타내고 있다. 이탈리아반도의 중심은 아펜니노산맥으로 이뤄져 있으며, 이 산맥에서 이곳 반도의 이명인 아펜니노반도가 유래했다. 이탈리아반도는 이탈리아의 다수 지역으로 구성되어 있고 또한 산마리노, 바티칸시국 등의 소규모 국가들도 포함하고 있다.

## 자연지리
지리학적으로, 이탈리아반도의 최소 범위는 남쪽에서는 마그라강에서 루비콘강, 북쪽에서는 토스카나-에밀리아의 아펜니노산맥이 위치한 곳까지이다. 포 계곡과 알프스산맥의 남쪽 비탈은 이탈리아반도 범위에서 배제된다. 이탈리아반도에는 유럽 대륙의 유일한 활화산인 베수비오 화산이 위치해 있다.

## 정치지리
일반적인 담론에서, '이탈리아'와 '이탈리아반도'는 대개 동의어로 사용된다. 그렇지만, 이탈리아 북부는 이탈리아반도에서 제외될 수도 있다. 정치적인 관점에서, 정확한 의미의 이탈리아반도 (이에 따라 이탈리아 도서 지역과 이탈리아 북부는 제외)는 다음에 기재된 여러 국가들로 나뉜다:
| 나라 / 영토 | 이탈리아 반도 영역 | 이탈리아 반도 영역 | 이탈리아 반도 영역 | 이탈리아 반도 영역 | 참고                                   |
| 나라 / 영토 | 인구               | km2                | sq mi              | 해당 영역          | 참고                                   |
| ----------- | ------------------ | ------------------ | ------------------ | ------------------ | -------------------------------------- |
| 바티칸 시국 | 829                | 0.44               | 0.17               | 0.0003%            | 로마 시내의 소수 지역에 한정           |
| 산마리노    | 31,887             | 61.2               | 23.6               | 0.0466%            | 이탈리아반도 북동부의 소수 지역에 해당 |
| 이탈리아    | 26,140,000         | 131,275            | 50,686             | 99.9531%           | 반도 전체 지역의 대부분을 차지         |

## 같이 보기
- 아펜니노산맥
- 이탈리아
- 이탈리아 (지리)
- 산마리노
- 남유럽
- 바티칸 시국